# Alvarado (Colima)
Alvarado (Colima) es una localidad del municipio de Centro ubicado en la subregión centro del estado mexicano de Tabasco.

## Geografía
La localidad de Alvarado (Colima) se sitúa en las coordenadas geográficas 17°49′18″N 93°00′34″O / 17.821667, -93.009444, a una elevación de 2 metros sobre el nivel del mar.

## Demografía
Según el Conteo de Población y Vivienda 2020, efectuado por el Instituto Nacional de Estadística y Geografía, la localidad de Alvarado (Colima) tiene 237 habitantes, de los cuales 117 son del sexo masculino y 120 del sexo femenino. Su tasa de fecundidad es de 2.16 hijos por mujer y tiene 64 viviendas particulares habitadas.
| Gráfica de evolución demográfica de Alvarado (Colima) entre 1990 y 2020 |
|                                                                         |
| INEGI.                                                                  |